# باول أكيرمان
باول أكيرمان (بالإنجليزية: Paul Ackerman)‏ هو صحفي أمريكي، ولد في 18 فبراير 1908 في نيويورك في الولايات المتحدة، وتوفي في 31 ديسمبر 1977.